# Peter De Clercq
Peter De Clercq (* 2. Juli 1966 in Oudenaarde, Provinz Ostflandern) ist ein ehemaliger belgischer Radrennfahrer. Er war von 1988 bis 1996 Profi. Seinen größten Erfolg feierte De Clercq bei der Tour de France 1992 als er die 20. Etappe von Blois nach Nanterre gewann. Außerdem konnte er bei der Tour de France 1991 einige Tage das rot-gepunktete Wertungstrikot des Führenden in der Bergwertung tragen.

## Erfolge
1988
- Grote Prijs Beeckman-De Caluwé

1989
- eine Etappe Critérium du Dauphiné
- eine Etappe Mittelmeer-Rundfahrt
- eine Etappe Tour de l’Avenir

1991
- Grote Prijs Stad Zottegem
- eine Etappe Aragon-Rundfahrt
- eine Etappe Tour d’Armorique

1992
- eine Etappe Tour de France
- Gesamtwertung und eine Etappe Tour d’Armorique
- Grand Prix de Plumelec-Morbihan
- eine Etappe Galicien-Rundfahrt

1993
- eine Etappe Tour of Britain

1994
- Nokere Koerse
- Grand Prix de Plumelec-Morbihan
- Circuit des Frontières
- eine Etappe Tour d’Armorique
- eine Etappe Route d’Occitanie

1995
- Grand Prix de Rennes

## Grand-Tours-Platzierungen
| Grand Tour         | 1990 | 1991 | 1992 | 1993 | 1994 | 1995 |
| ------------------ | ---- | ---- | ---- | ---- | ---- | ---- |
| Tour de FranceTour | 137  | 137  | 123  | 132  | 82   | DNF  |